# Alburnus istanbulensis
Alburnus istanbulensis ist eine Süßwasserfischart aus der Familie der Karpfenfische. Sie galt ursprünglich als Unterart der Mairenke (Alburnus chalcoides) und kommt in der Türkei vor.

## Merkmale
Alburnus istanbulensis erreicht eine Standardlänge von 226 Millimetern. Die Anzahl der Schuppen auf dem Seitenlinienorgan beträgt 60 bis 68. Es gibt 13 bis 15 ½ verzweigte Analflossenstrahlen. Der Ausgangspunkt der Analflossenstrahlen war ½ bis 1 ½ Schuppen hinter der Basis des letzten Dorsalflossenstrahls. Die Basis der paarigen Flossen ist durchscheinend oder grau in den laichenden Weibchen (Rognern). Die Anzahl der Kiemenreusen beträgt 24 bis 35. Die Länge der Kiemenreusen am Winkel der oberen und unteren Glieder des ersten Kiemenbogens beträgt 30 bis 55 Prozent der gegenüber hängenden Kiemenfilamente. Der Ventralkiel zeigt acht bis zwölf Schuppen direkt vor dem Anus.

## Vorkommen
Das Verbreitungsgebiet erstreckt sich von Karasu in Ostthrakien am Marmarameer bis Papuç am Schwarzen Meer in der Türkei. Bekannte Fundstellen sind der Sapanca-See, der Durusu-See sowie die Flüsse Kâathane, Darboğaz und Yıldız am Bosporus.

## Lebensraum und Lebensweise
Alburnus istanbulensis bewohnt Fließ- und Standgewässer. Während der Laichzeit wandert die Art in die oberen Bereiche der Zuflüsse. Die Eier werden in Stromschnellen mit starker Strömung auf dem Kiesgrund abgelegt. Die Nahrungssuche ist nahe der Oberfläche in den unteren Bereichen von Flüssen.

## Weblink
- Alburnus istanbulensis in der Roten Liste gefährdeter Arten der IUCN 2013.2. Eingestellt von: Freyhof, J. & Kottelat, M., 2008. Abgerufen am 14. Dezember 2013.